# AFC Champions League Elite

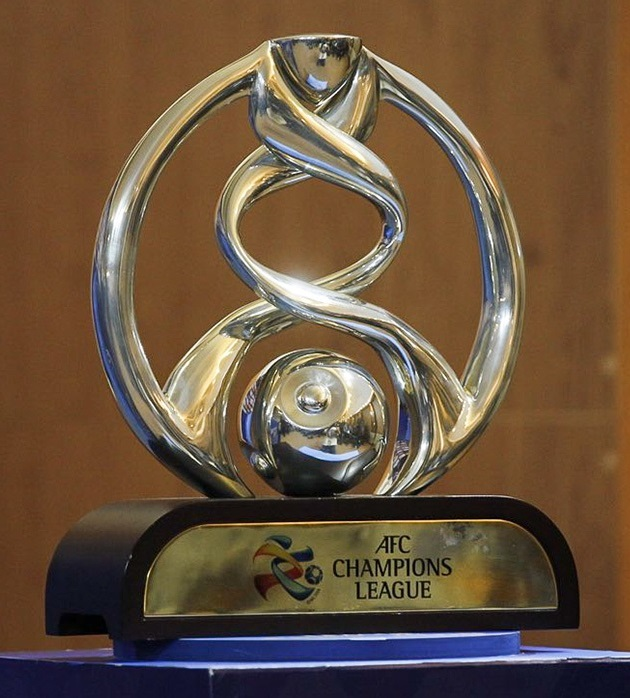
Die Trophäe der AFC Champions League

Die AFC Champions League Elite ist ein Wettbewerb für asiatische Fußball-Vereinsmannschaften, der von der Asian Football Confederation (AFC) organisiert wird. Sie bildet im Rahmen des jährlich ausgetragenen Asienpokals vor der AFC Champions League Two und der AFC Challenge League den wichtigsten Kontinentalwettbewerb für Vereinsmannschaften in Asien. Im Unterschied zur europäischen Champions League sind bei der asiatischen Variante nicht alle Mitgliedsverbände der AFC teilnahmeberechtigt.
Zunächst von 1967 bis 1971 als Asian Champion Club Tournament und danach von 1985 bis 2002 als Asian Club Championship ausgetragen, wurde der Wettbewerb von 2003 bis 2024 als AFC Champions League ausgespielt. Ab der Saison 2024/25 wird er unter der neuen Bezeichnung AFC Champions League Elite weitergeführt.
Rekordsieger dieses Wettbewerbs ist der saudi-arabische Verein al-Hilal mit vier Titelgewinnen. Dahinter rangieren Pohang Steelers aus Südkorea und Urawa Red Diamonds aus Japan mit je drei sowie insgesamt elf Vereine mit jeweils zwei Erfolgen. Mit insgesamt zwölf Siegen liegt Südkorea im Nationenvergleich vorne. Auf den Plätzen zwei und drei folgen Japan (8) und Saudi-Arabien (7). Aktueller Titelverteidiger in der Saison 2025/26 ist der saudi-arabische Verein al-Ahli.
Der Gewinn der Champions League Elite qualifiziert die betreffende Mannschaft zur Teilnahme am FIFA-Interkontinental-Pokal und der FIFA-Klub-Weltmeisterschaft.

## Geschichte
| Saison    | Sieger des Asian Champions Club Tournament |
| --------- | ------------------------------------------ |
| 1967      | Hapoel Tel Aviv                            |
| 1969      | Maccabi Tel Aviv                           |
| 1970      | Taj Club                                   |
| 1971      | Maccabi Tel Aviv (2)                       |
| Saison    | Sieger der Asian Club Championship         |
| 1985/86   | Daewoo Royals                              |
| 1986      | Furukawa Electric SC                       |
| 1987      | Yomiuri FC                                 |
| 1988/89   | al-Sadd SC                                 |
| 1989/90   | Liaoning Hongyun                           |
| 1990/91   | Esteghlal Teheran (2)                      |
| 1991      | al-Hilal                                   |
| 1992/93   | PAS Teheran FC                             |
| 1993/94   | Thai Farmers Bank FC                       |
| 1994/95   | Thai Farmers Bank FC (2)                   |
| 1995      | Ilhwa Chunma                               |
| 1996/97   | Pohang Steelers                            |
| 1997/98   | Pohang Steelers (2)                        |
| 1998/99   | Júbilo Iwata                               |
| 1999/2000 | al-Hilal (2)                               |
| 2000/01   | Suwon Samsung Bluewings                    |
| 2001/02   | Suwon Samsung Bluewings (2)                |
| Saison    | Sieger der AFC Champions League            |
| 2002/03   | al Ain Club                                |
| 2004      | Ittihad FC                                 |
| 2005      | Ittihad FC (2)                             |
| 2006      | Jeonbuk Hyundai Motors                     |
| 2007      | Urawa Red Diamonds                         |
| 2008      | Gamba Osaka                                |
| 2009      | Pohang Steelers (3)                        |
| 2010      | Seongnam Ilhwa Chunma (2)                  |
| 2011      | al-Sadd SC (2)                             |
| 2012      | Ulsan Hyundai                              |
| 2013      | Guangzhou Evergrande                       |
| 2014      | Western Sydney Wanderers                   |
| 2015      | Guangzhou Evergrande (2)                   |
| 2016      | Jeonbuk Hyundai Motors (2)                 |
| 2017      | Urawa Red Diamonds (2)                     |
| 2018      | Kashima Antlers                            |
| 2019      | al-Hilal (3)                               |
| 2020      | Ulsan Hyundai (2)                          |
| 2021      | al-Hilal (4)                               |
| 2022/23   | Urawa Red Diamonds (3)                     |
| 2023/24   | al Ain Club (2)                            |
| Saison    | Sieger der AFC Champions League Elite      |
| 2024/25   | al-Ahli                                    |
| 2025/26   |                                            |

### 1967 bis 1972 – Anfänge und schneller Niedergang
Die erste Spielzeit des Wettbewerbs fand 1967 unter der Bezeichnung Asian Champion Club Tournament statt. Es sollten die Meister aus acht Ländern teilnehmen: Hongkong, Indien, Iran, Israel, Malaysia, Südkorea, Südvietnam und Thailand. Noch vor dem Beginn zogen sich jedoch die Mannschaften aus Indien und dem Iran zurück. Der Wettbewerb startete schließlich im Mai 1967 im K.-o.-System mit den sechs Mannschaften Bangkok Bank FC, Daehan Tungsten FC, Hapoel Tel Aviv, Selangor FA, South China AA und Vietnam Customs. Im Finale am 19. Dezember 1967 bezwang der israelische Vertreter Hapoel Tel Aviv den malaysischen Vertreter Selangor FA mit 2:1 und gewann so als erste Mannschaft den Pokal.
Nachdem der Wettbewerb 1968 nicht stattfand, wurde das Format für die Spielzeit 1969 geändert. So wurde an einem festen Spielort zunächst in einer Gruppenphase gespielt, ehe es im K.-o.-System weiterging. Erstmals fand neben dem Finale auch ein Spiel um den dritten Platz statt. Dominiert wurden die ersten vier Austragungen von israelischen Vereinen, die drei Titel bei vier Finalteilnahmen gewinnen konnten. Das letzte Finale 1971 zwischen Maccabi Tel Aviv und dem al-Shorta SC fand dabei nicht statt, da sich die Iraker weigerten gegen eine Mannschaft aus Israel zu spielen, sodass Maccabi zum Sieger ernannt wurde.
1972 wurde der Wettbewerb zum zweiten Mal eingestellt. Die Gründe lagen im geringen Interesse der Vereine teilzunehmen. Der Fußball in Asien steckte zum damaligen Zeitpunkt noch in den „Kinderschuhen“ und die Vereine hatten selten das nötige Geld, um weite Reisen auf sich zu nehmen. Außerdem spalteten internationale Konflikte wie die Nichtanerkennung Israels durch die arabische Welt (infolge derer der israelische Fußballverband aus der AFC ausgeschlossen wurde) oder der Kalte Krieg den Kontinent.

### 1985 bis 2002 – Wiederbelebung unter neuen Namen
Es dauerte 14 Jahre, bis die AFC erneut einen ähnlichen Wettbewerb veranstaltete. Im Herbst 1985 fanden erstmals Qualifikationsspiele zum nun als Asian Club Championship bezeichneten Wettbewerb statt. Die Teilnahme beschränkte sich wiederum auf die jeweiligen Landesmeister. Die Endrunde wurde im darauffolgenden Januar ausgetragen. Im Finale konnte sich der südkoreanische Verein Daewoo Royals (heute Busan IPark) gegen al-Ahli aus Saudi-Arabien mit 3:1 in der Verlängerung durchsetzen. Bei den nächsten beiden Spielzeiten dominierten Vereine aus Japan, wobei 1986 die Endrunde nur aus vier Mannschaften bestand und in einem Round-Robin-Format ausgespielt wurde, während 1987 der saudi-arabische Finalgegner al-Hilal nicht antrat. Auch in den folgenden Jahren gab es immer wieder Vereine, die sich aus finanziellen oder anderen Gründen vom Wettbewerb zurückzogen bzw. gar nicht erst antraten.
Ab 1985 wurde der Wettbewerb mehrfach im Format verändert. Eine wichtige Neuerung dabei war ab der Saison 1993/94 die Aufteilung der Mannschaften nach geografischer Zugehörigkeit (West- oder Ostasien), teilweise bis hin zum Viertelfinale. Bereits in der Saison 1990/91 wurde von der AFC der Asienpokal der Pokalsieger eingeführt, an dem die jeweiligen nationalen Pokalsieger teilnahmen. Die Gewinner beider Wettbewerbe spielten dann ab 1995 den Super Cup aus.
Von 1988 bis 1995 wurden die Titel recht ausgeglichen unter Katar, Südkorea, dem Iran, Japan, China, Thailand und Saudi-Arabien verteilt. Der Thai Farmers Bank FC konnte 1994/95 als erster Verein seinen Titel aus der Vorsaison verteidigen. Von Mitte der 1990er Jahre an bis zur Umbenennung des Wettbewerbs zur Saison 2002/03 gewannen südkoreanische Vereine fünf Titel in sieben Jahren. Die Pohang Steelers (1996/97 und 1997/98) und Suwon Samsung Bluewings (2000/01 und 2001/02) jeweils hintereinander.

### 2003 bis 2013 – Umbenennung inChampions League
Mit dem Ende der Saison 2001/02 wurde der Asienpokal der Pokalsieger (und damit auch der Super Cup) mit der Asian Club Championship nach dem Vorbild der UEFA Champions League zur AFC Champions League zusammengelegt. Mit der Umbenennung folgte auch eine größere Umgestaltung des Wettbewerbs. So nahmen nun an dem Wettbewerb mehr Vereine teil als zuvor, auch mehrere Vereine aus einem Land waren zugelassen. Die zur Saison 1993/94 bereits eingeführte Aufteilung der Mannschaften nach geografischer Zugehörigkeit (West- oder Ostasien) hatte weiterhin bestand. Das Turnier wurde zunächst in vier Gruppen zu je vier Teilnehmern gespielt, ehe das Halbfinale und das Finale folgten. Die erste Austragung der AFC Champions League gewann der al Ain Club aus den Vereinigten Arabischen Emiraten im Finale gegen den thailändischen Verein BEC-Tero Sasana mit 2:0.
Mit der Einführung des damaligen AFC Cups zur Spielzeit 2004 und des damaligen AFC President’s Cups zur Spielzeit 2005 folgte die AFC ihrem Plan Vision Asia, mit dem man versuchte, den enormen Entwicklungsunterschieden innerhalb des Kontinents Rechnung zu tragen und den Zerfall des Verbandes in verschiedene Interessensphären zu verhindern. Fortan war die Champions League nur noch den „stärksten“ Verbänden vorbehalten.
Ab 2004 wurde der Spielplan auf Februar/März bis November/Dezember gelegt. Weitere Änderungen waren die Abschaffung der Qualifikationsrunden sowie die Einführung eines festen Qualifikationsplatzes im Viertelfinale (die restlichen Plätze erhielten die sieben Gruppensieger) für den Titelverteidiger. Als einziger Verein konnte der Ittihad FC aus Saudi-Arabien diesen Vorteil 2005 zu einem weiteren Titelgewinn nutzen, nachdem er den Pokal im Vorjahr bereits gewonnen hatte.
Mit der Spielzeit 2009 wurde der Wettbewerb erneut signifikant verändert. So wurden – ähnlich wie bei der UEFA – die einzelnen Verbände einer Wertung nach diversen Kriterien unterzogen und dabei nach einem Punktesystem bewertet. Außerdem wurden die Qualifikationsrunden wieder ausgespielt, wie auch ein Achtelfinale eingeführt. Der Titelverteidiger verlor seinen festen Qualifikationsplatz, dafür erhielten die beiden Finalisten des letztjährigen AFC Cups das Recht an der Qualifikation zur Champions League teilzunehmen, falls sie die Lizenzansprüche erfüllten.
Ab 2006 an dominierten ostasiatische Vereine, so siegten in acht Jahren vier südkoreanische, zwei japanische und ein chinesischer Verein. Den verbliebenen Gewinn konnte der al-Sadd SC aus Katar 2011 erringen.

### 2014 bis 2024 – Einführung einer Vierjahreswertung und Teilnehmeraufstockung

Logo von 2009 bis 2020

Ende 2014 wurde der AFC President’s Cup wieder abgeschafft, wodurch sich die Teilnehmeranzahl der anderen beiden Wettbewerbe erhöhten. So sind nun die insgesamt 24 „stärksten“ Verbände an der Champions League teilnahmeberechtigt, während die restlichen um den AFC Cup spielen. Gleichzeitig baute die AFC ihr anfängliches Wertungssystem zur AFC-Vierjahreswertung (vergleichbar mit der UEFA-Fünfjahreswertung) aus, die aus einer Verbandswertung und einer Klubwertung besteht. 2014 konnte sich mit den Western Sydney Wanderers aus Australien erstmals ein außerhalb Asiens beheimateter Verein durchsetzen.
2021 wurde die Gruppenphase der Champions League von 32 auf 40 Mannschaften erhöht, wodurch je eine Vierergruppe in der West- und eine in der Ostregion dazukam. Von diesen acht extra Startplätzen profitierten vor allem die Verbände hinter den großen sechs, die damit die Möglichkeit hatten sich regelmäßig mit den stärksten Vereinen zu messen.
Die Dominanz der ostasiatischen Vereine setzte sich zunächst bis 2018 mit zwei japanischen und je einem chinesischen und südkoreanischen Sieg fort. Von 2019 bis 2024 wechselten sich West- und Ostasien jeweils ab. Der saudi-arabische Verein al-Hilal stieg mit seinen beiden Siegen 2019 und 2021 mit nun vier Titeln zum neuen alleinigen Rekordsieger auf.

### Ab 2024 – Fortführung alsChampions League Elite
Bereits Ende Dezember 2022 gab die AFC eine erneute Umstrukturierung der bisherigen Kontinentalwettbewerbe für Vereinsmannschaften bekannt, worunter auch die Wiedereinführung eines dritten asiatischen Wettbewerbs gehörte. Zusammen mit den anderen beiden Turnieren erhielt auch der erste Wettbewerb mit AFC Champions League Elite einen neuen Namen, wobei die AFC ihn als Fortsetzung der früheren Champions League sieht. An der Champions League Elite werden wie auch an der Champions League die besten Verbände teilnehmen, während die mittleren für die Champions League Two und die schwächsten für die Challenge League startberechtigt sind.
Mit der Umbenennung wird der Modus an den neuen Modus der europäischen Champions League angeglichen. Die bis dahin ausgetragene Phase mit mehreren Gruppen wird zu je einer großen Liga für die West- und die Ostregion mit jeweils zwölf Mannschaften verändert. Innerhalb dieser zwei Ligen spielen die entsprechenden Vereine je vier Heim- und vier Auswärtsspiele. Die besten acht Mannschaften jeder Liga qualifizieren sich für das Achtelfinale, das noch in Hin- und Rückspiel ausgetragen wird. Der Rest des Wettbewerbs findet innerhalb einer kurzen Zeit an einem zentralen Ort statt, wobei jede Begegnung – einschließlich dem Finale – nur in einem Spiel entschieden wird.

## Teilnehmende Mannschaften
Teilnahmeberechtigt sind die 24 „stärksten“ Verbände der Asian Football Confederation (AFC). Aufgeteilt in die West- und Ostregion (wozu auch Australien gehört) stehen den Verbänden jeweils zwölf direkte Startplätze in der Gruppenphase zu. Vier weitere werden in jeder Region durch die Qualifikation entschieden.
Die direkten Startplätze teilen sich die oberen sechs Verbände der West- und Ostregion, während die restlichen in der Qualifikation starten. Verbände auf Platz 1 und 2 erhalten jeweils drei direkte und einen Qualifikationsplatz. Der dritt- und viertplatzierte Verband hat jeweils zwei direkte und zwei Qualifikationsplätze. Der fünftstärkste Verband erhält einen direkten und zwei Qualifikationsplätze, der sechststärkste einen direkten und einen Qualifikationsplatz und die Verbände auf den Plätzen sieben bis zwölf haben jeweils noch einen Qualifikationsplatz.
Das Maximum an Startplätzen liegt bei einem Drittel der Gesamtzahl der Vereine der ersten Liga, so erhält Australien nur höchstens drei Plätze, da in der A-League Men derzeit nur neun australische Vereine spielen.

## Finanzen
In der Saison 2015 erhielt jeder Verein, der zu einem Auswärtsspiel reiste, eine finanzielle Unterstützung. Diese lag für die Play-off-Runde bei 20.000 US-Dollar, für die Gruppenphase bei 34.200 Dollar, für das Achtel-, Viertel- und Halbfinale bei jeweils 30.000 Dollar und für das Endspiel bei 60.000 Dollar.
Ein Sieg in der Gruppenphase wurde mit 40.000 US-Dollar, ein Unentschieden mit 20.000 Dollar honoriert. Für das Erreichen der jeweiligen Finalrunde erhielten die Vereine jeweils ausbezahlt: Achtelfinale 50.000 Dollar, Viertelfinale 80.000 Dollar und Halbfinale 120.000 Dollar. Der Pokalsieger erhielt 1,5 Millionen Dollar, der unterlegene Finalist musste sich mit 750.000 Dollar begnügen. Ein Verein konnte bestenfalls 1,99 Millionen Dollar an Prämien verdienen.
Für die Spielzeit 2016 wurden die Honorierungen erhöht. Für das Erreichen des Achtelfinale wurden 80.000 US-Dollar ausbezahlt, für das Viertelfinale 120.000 Dollar und für das Halbfinale 200.000 Dollar. Die Preisgelder für den Pokalsieger und den unterlegenen Finalisten wurden jeweils verdoppelt und betrugen 3 bzw. 1,5 Millionen Dollar. Die Gesamtmenge an möglichen Prämien stieg damit auf fast 3,65 Millionen Dollar.
Zum Vergleich: In der Saison 2014/15 konnte der Gewinner der UEFA Europa League bis zu 9,9 Millionen Euro und der Gewinner der Champions League bis zu 37,4 Millionen Euro gewinnen.

## Statistik

### Ranglisten

#### Nach Vereinen
In der Geschichte der AFC Champions League errangen 25 verschiedene Vereine den Titel. Am erfolgreichsten war der saudi-arabische Verein al-Hilal, der vier Finalspiele gewinnen konnte. Dahinter folgen Pohang Steelers aus Südkorea und Urawa Red Diamonds aus Japan mit jeweils drei Siegen. Zwölf Vereine triumphierten bei ihrer ersten Teilnahme: Hapoel Tel Aviv (1967 bei der ersten Austragung), Maccabi Tel Aviv (1969), Esteghlal Teheran (1970), Busan IPark (1985/86), JEF United Ichihara Chiba (1986), Yomiuri FC (1987), al-Sadd SC (1988/89), PAS Teheran FC (1992/93), Pohang Steelers (1996/97), Júbilo Iwata (1999), Urawa Red Diamonds (2007) und Western Sydney Wanderers (2014).
Bisher konnten vier Vereine (Thai Farmers Bank FC, Pohang Steelers, Suwon Samsung Bluewings und Ittihad FC) ihren Titel aus dem Vorjahr verteidigen.
| Rang | Verein                       | Titel | Finale | Quote |
| ---- | ---------------------------- | ----- | ------ | ----- |
| 1    | al-Hilal                     | 4     | 9      | 044 % |
| 2    | Pohang Steelers              | 3     | 4      | 075 % |
|      | Urawa Red Diamonds           | 3     | 4      | 075 % |
| 4    | al Ain Club                  | 2     | 4      | 050 % |
|      | Esteghlal Teheran 1          | 2     | 4      | 050 % |
|      | Seongnam FC 2                | 2     | 4      | 050 % |
| 7    | Ittihad FC                   | 2     | 3      | 066 % |
|      | Jeonbuk Hyundai Motors       | 2     | 3      | 066 % |
| 9    | al-Sadd SC                   | 2     | 2      | 100 % |
|      | Guangzhou FC 3               | 2     | 2      | 100 % |
|      | Maccabi Tel Aviv             | 2     | 2      | 100 % |
|      | Suwon Samsung Bluewings      | 2     | 2      | 100 % |
|      | Thai Farmers Bank FC         | 2     | 2      | 100 % |
|      | Ulsan HD FC 4                | 2     | 2      | 100 % |
| 15   | al-Ahli                      | 1     | 3      | 033 % |
|      | Júbilo Iwata                 | 1     | 3      | 033 % |
| 17   | Hapoel Tel Aviv              | 1     | 2      | 050 % |
|      | Liaoning Hongyun             | 1     | 2      | 050 % |
| 19   | Busan IPark 5                | 1     | 1      | 100 % |
|      | Gamba Osaka                  | 1     | 1      | 100 % |
|      | JEF United Ichihara Chiba 6  | 1     | 1      | 100 % |
|      | Kashima Antlers              | 1     | 1      | 100 % |
|      | PAS Teheran FC               | 1     | 1      | 100 % |
|      | Tokyo Verdy 7                | 1     | 1      | 100 % |
|      | Western Sydney Wanderers     | 1     | 1      | 100 % |
| 26   | FC Persepolis                |       | 2      | 000 % |
|      | FC Seoul 8                   |       | 2      | 000 % |
|      | Yokohama F. Marinos 9        |       | 2      | 000 % |
| 29   | Adelaide United              |       | 1      | 000 % |
|      | Shabab al-Ahli Dubai Club 10 |       | 1      | 000 % |
|      | al-Arabi                     |       | 1      | 000 % |
|      | al-Karama                    |       | 1      | 000 % |
|      | al-Nassr FC                  |       | 1      | 000 % |
|      | al-Rasheed SC                |       | 1      | 000 % |
|      | al-Shabab                    |       | 1      | 000 % |
|      | al-Shorta SC                 |       | 1      | 000 % |
|      | Kawasaki Frontale            |       | 1      | 000 % |
|      | Police Tero FC 11            |       | 1      | 000 % |
|      | Dalian Shide 12              |       | 1      | 000 % |
|      | Oman Club                    |       | 1      | 000 % |
|      | Selangor FC 13               |       | 1      | 000 % |
|      | Sepahan FC                   |       | 1      | 000 % |
|      | Yangzee FC                   |       | 1      | 000 % |
|      | Zob Ahan Isfahan             |       | 1      | 000 % |

Anmerkungen

#### Nach Ländern
Bislang konnten Vereine aus zehn Ländern den Wettbewerb gewinnen. Die Klubs aus Südkorea führen mit insgesamt zwölf Erfolgen diese Wertung deutlich vor den japanischen Vereine auf Rang 2 mit acht Titeln an. Auf Platz 3 befinden sich saudi-arabische Klubs mit sieben Titeln, gefolgt von Vereinen aus dem Iran, China und Israel mit jeweils drei Titeln.
Die meisten Finalteilnahmen, nämlich 19, haben südkoreanische Vereine vorzuweisen.
| Rang | Land               | Titel | Vereine (kursiv: Finalisten ohne Titelgewinn)                                                                                                 | Finale | Quote |
| ---- | ------------------ | ----- | --- | ------ | ----- |
| 01   | Südkorea           | 12    | Pohang Steelers, Seongnam FC, Suwon Samsung Bluewings, Jeonbuk Hyundai Motors, Busan IPark, Ulsan HD FC Yangzee FC, FC Seoul                  | 19     | 63 %  |
| 02   | Japan              | 08    | Júbilo Iwata, Gamba Osaka, JEF United Ichihara Chiba, Tokyo Verdy, Urawa Red Diamonds, Kashima Antlers Yokohama F. Marinos, Kawasaki Frontale | 14     | 57 %  |
| 03   | Saudi-Arabien      | 07    | al-Hilal, Ittihad FC, al-Ahli al-Shabab, al-Nassr FC                                                                                          | 17     | 41 %  |
| 04   | Iran               | 03    | Esteghlal Teheran, PAS Teheran FC Sepahan FC, Zob Ahan Isfahan, Persepolis Teheran                                                            | 09     | 33 %  |
| 05   | China              | 03    | Liaoning Hongyun, Guangzhou FC Dalian Shide                                                                                                   | 05     | 60 %  |
| 06   | Israel             | 03    | Maccabi Tel Aviv, Hapoel Tel Aviv | 04     | 75 %  |
| 7    | Ver. Arab. Emirate | 02    | al Ain Club Shabab al-Ahli Dubai Club | 05     | 40 %  |
| 8    | Katar              | 02    | al-Sadd SC al-Arabi | 03     | 67 %  |
|      | Thailand           | 02    | FC Thai Farmers Bank BEC-Tero Sasana | 03     | 67 %  |
| 10   | Australien         | 01    | Western Sydney Wanderers Adelaide United | 02     | 50 %  |
| 11   | Irak               |       | al-Shorta SC, al-Rasheed SC | 02     | 0 %   |
| 12   | Malaysia           |       | Selangor FC | 01     | 0 %   |
|      | Oman               |       | Oman Club | 01     | 0 %   |
|      | Syrien             |       | al-Karama | 01     | 0 %   |

### Rekordspieler

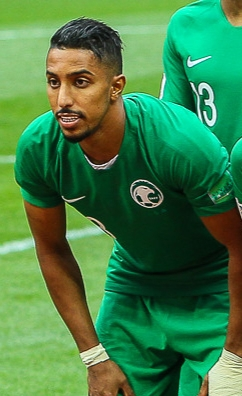
Rekordspieler: Salem al-Dawsari

Führend in der Liste der Rekordspieler ist der Saudi-Araber Salem al-Dawsari mit 105 Einsätzen. Hinter ihm folgen sein Landsmänner Yasser al-Shahrani mit 97 und Abdullah al-Mayouf mit 94 Spielen. Weitere Spieler mit mindestens 85 Einsätzen sind der Chinese Huang Bowen, der Südkoreaner Nam Tae-hee, der Saudi-Araber Salman al-Faraj, der aus den Vereinigten Arabischen Emiraten stammende Khalid Eisa und der Katarer Mohammed Musa.
Die folgende Tabelle führt alle Spieler mit mindestens 80 Einsätzen auf, wobei nur Einsätze seit der Umbenennung des Wettbewerbs in AFC Champions League zur Saison 2002/03 berücksichtigt werden.
| Rang                           | Nat                          | Spieler            | Spiele | von  | bis     |
| ------------------------------ | ---------------------------- | ------------------ | ------ | ---- | ------- |
| 01                             | Saudi-Arabien                | Salem al-Dawsari   | 105    | 2012 | –aktiv– |
| 02                             | Saudi-Arabien                | Yasser al-Shahrani | 097    | 2012 | –aktiv– |
| 03                             | Saudi-Arabien                | Abdullah al-Mayouf | 094    | 2010 | 2024    |
| 04                             | China Volksrepublik          | Huang Bowen        | 093    | 2008 | 2020    |
| 05                             | Korea Sud                    | Nam Tae-hee        | 091    | 2012 | –aktiv– |
| 06                             | Saudi-Arabien                | Salman al-Faraj    | 089    | 2010 | 2024    |
| 07                             | Vereinigte Arabische Emirate | Khalid Eisa        | 087    | 2010 | –aktiv– |
| 08                             | Katar                        | Mohammed Musa      | 085    | 2009 | 2024    |
| 09                             | Katar                        | Hassan al-Haydos   | 084    | 2008 | –aktiv– |
| 10                             | China Volksrepublik          | Feng Xiaoting      | 083    | 2010 | 2020    |
| 11                             | Katar                        | Karim Boudiaf      | 082    | 2012 | 2024    |
| 12                             | China Volksrepublik          | Gao Lin            | 080    | 2006 | 2019    |
| Stand: Ende der Saison 2024/25 |                              |                    |        |      |         |

### Rekordtorschützen

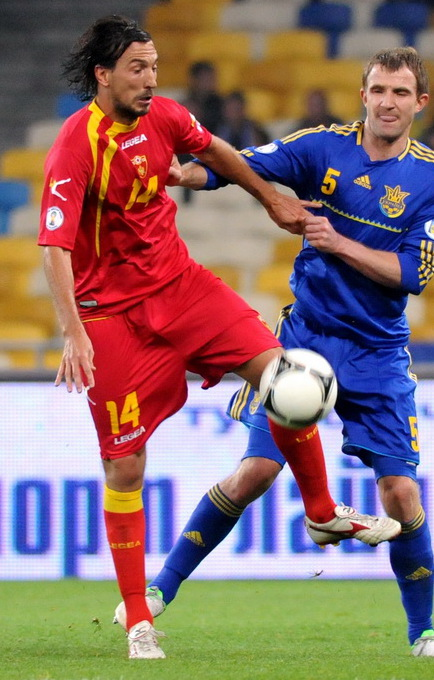
Rekordschütze: Dejan Damjanović

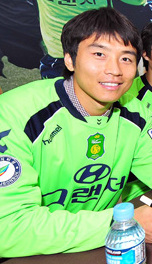
Zweiter in der Rangliste: Lee Dong-gook

Führend in der Liste der Rekordtorschützen ist der Montenegriner Dejan Damjanović mit 42 Toren vor dem Südkoreaner Lee Dong-gook mit 37. Hinter den beiden folgen der Brasilianer Elkeson mit 30 und der Saudi-Araber Nasser al-Shamrani mit 29 Treffern. Mit einer Quote von 0,80 Toren pro Spiel weist der Marokkaner Youssef El-Arabi den Topwert der erfolgreichsten Torschützen auf.
Die folgende Tabelle führt alle Spieler mit mindestens 20 Toren auf, wobei nur Tore seit der Umbenennung des Wettbewerbs in AFC Champions League zur Saison 2002/03 berücksichtigt werden.
| Rang                           | Nat           | Spieler              | Tore | Spiele | Quote | von  | bis     |
| ------------------------------ | ------------- | -------------------- | ---- | ------ | ----- | ---- | ------- |
| 01                             | Montenegro    | Dejan Damjanović     | 42   | 077    | 0,55  | 2009 | 2022    |
| 02                             | Korea Sud     | Lee Dong-gook        | 37   | 075    | 0,49  | 2010 | 2020    |
| 03                             | Saudi-Arabien | Salem al-Dawsari     | 33   | 105    | 0,31  | 2012 | –aktiv– |
| 04                             | Brasilien     | Elkeson              | 30   | 69     | 0,43  | 2013 | 2020    |
| 05                             | Saudi-Arabien | Nasser al-Shamrani   | 29   | 53     | 0,55  | 2009 | 2019    |
| 06                             | Marokko       | Abderrazak Hamdallah | 28   | 45     | 0,62  | 2015 | 2024    |
| 07                             | Algerien      | Baghdad Bounedjah    | 26   | 44     | 0,59  | 2018 | 2024    |
| 07                             | Japan         | Shinzō Kōroki        | 27   | 73     | 0,37  | 2008 | 2024    |
| 08                             | Brasilien     | Ricardo Goulart      | 25   | 42     | 0,60  | 2015 | 2020    |
| 09                             | Syrien        | Omar al-Somah        | 23   | 33     | 0,70  | 2015 | 2021    |
| 11                             | Korea Sud     | Kim Shin-wook        | 21   | 60     | 0,35  | 2009 | 2024    |
| 12                             | Marokko       | Youssef El-Arabi     | 20   | 25     | 0,80  | 2012 | 2019    |
|                                | Brasilien     | Leandro              | 20   | 29     | 0,69  | 2009 | 2015    |
|                                | Ghana         | Asamoah Gyan         | 20   | 32     | 0,63  | 2013 | 2017    |
|                                | Frankreich    | Bafétimbi Gomis      | 20   | 33     | 0,61  | 2019 | 2024    |
|                                | Brasilien     | Romarinho            | 20   | 39     | 0,51  | 2016 | –aktiv– |
|                                | Brasilien     | Muriqui              | 20   | 40     | 0,50  | 2012 | 2017    |
| Stand: Ende der Saison 2024/25 |               |                      |      |        |       |      |         |

### Torschützenkönige
Erster Torschützenkönig der AFC Champions League wurde der Chinese Hao Haidong mit neun Toren in der Saison 2002/03. Die Rekordmarke von 13 Toren in einer Spielzeit halten die Brasilianer Muriqui (2013) und Adriano (2016), der Algerier Baghdad Bounedjah (2018) und der Marokkaner Soufiane Rahimi (2023/24). Insgesamt finden sich unter den bisherigen 22 Torschützenkönigen acht Brasilianer sowie je zwei Marokkaner und Südkoreaner. Es wurde bisher kein Spieler zweimal Torschützenkönig.
Fünfmal stammte der Torschützenkönig aus der Siegermannschaft und ebenso fünfmal wurde der Torschützenkönig in derselben Saison auch zum „besten Spieler“ des Wettbewerbs ernannt.
| Saison                                              | Nat                 | Spieler              | Verein                  | Tore |
| --------------------------------------------------- | ------------------- | -------------------- | ----------------------- | ---- |
| 2002/03                                             | China Volksrepublik | Hao Haidong          | Dalian Shide            | 09   |
| 2004                                                | Korea Sud           | Kim Do-hoon          | Seongnam Ilhwa Chunma   | 09   |
| 2005                                                | Sierra Leone        | Mohamed Kallon       | Ittihad FC              | 06   |
| 2006                                                | Brasilien           | Magno Alves          | Gamba Osaka             | 09   |
| 2007                                                | Brasilien           | Mota                 | Seongnam Ilhwa Chunma   | 07   |
| 2008                                                | Thailand            | Nantawat Thaensopa   | FC Krung Thai Bank      | 09   |
| 2009                                                | Brasilien           | Leandro              | Gamba Osaka             | 10   |
| 2010                                                | Brasilien           | José Mota            | Suwon Samsung Bluewings | 09   |
| 2011                                                | Korea Sud           | Lee Dong-gook        | Jeonbuk Hyundai Motors  | 09   |
| 2012                                                | Brasilien           | Ricardo Oliveira     | al-Jazira Club          | 12   |
| 2013                                                | Brasilien           | Muriqui              | Guangzhou Evergrande    | 13   |
| 2014                                                | Ghana               | Asamoah Gyan         | al Ain Club             | 12   |
| 2015                                                | Brasilien           | Ricardo Goulart      | Guangzhou Evergrande    | 08   |
| 2016                                                | Brasilien           | Adriano              | FC Seoul                | 13   |
| 2017                                                | Syrien              | Omar Khribin         | al-Hilal                | 10   |
| 2018                                                | Algerien            | Baghdad Bounedjah    | al-Sadd SC              | 13   |
| 2019                                                | Frankreich          | Bafétimbi Gomis      | al-Hilal                | 11   |
| 2020                                                | Marokko             | Abderrazak Hamdallah | al-Nassr FC             | 07   |
| 2021                                                | Kenia               | Michael Olunga       | al-Duhail SC            | 09   |
| 2022/23                                             | Belgien             | Edmílson Junior      | al-Duhail SC            | 08   |
| 2023/24                                             | Marokko             | Soufiane Rahimi      | al Ain Club             | 13   |
| 2024/25                                             | Saudi-Arabien       | Salem al-Dawsari     | al-Hilal                | 10   |
| Gewinner des MVP-Award Siegermannschaft Rekordmarke |                     |                      |                         |      |

### Beste Spieler und Fair-Play-Award
Seit der Spielzeit 2007 wird am Ende jeder Saison der MVP-Award an den „besten Spieler“ des Wettbewerbs verliehen. Japanische Spieler gewannen ihn bereits fünfmal, gefolgt von südkoreanischen Spielern mit vier sowie von brasilianischen Spielern mit drei Gewinnen. Mit Ausnahme der Spielzeiten 2011 und 2016 stammte der MVP-Spieler immer aus der Siegermannschaft.
Seit 2008 wird außerdem der Fair-Play-Award verliehen. Dort führen Vereine aus Südkorea mit sechs Siegen.
| Saison  | Nat                          | Spieler          | Verein                   |
| ------- | ---------------------------- | ---------------- | ------------------------ |
| 2007    | Japan                        | Yūichirō Nagai   | Urawa Red Diamonds       |
| 2008    | Japan                        | Yasuhito Endō    | Gamba Osaka              |
| 2009    | Korea Sud                    | Noh Byung-joon   | Pohang Steelers          |
| 2010    | Australien                   | Saša Ognenovski  | Seongnam Ilhwa Chunma    |
| 2011    | Korea Sud                    | Lee Dong-gook    | Jeonbuk Hyundai Motors   |
| 2012    | Korea Sud                    | Lee Keun-ho      | Ulsan Hyundai            |
| 2013    | Brasilien                    | Muriqui          | Guangzhou Evergrande     |
| 2014    | Australien                   | Ante Covic       | Western Sydney Wanderers |
| 2015    | Brasilien                    | Ricardo Goulart  | Guangzhou Evergrande     |
| 2016    | Vereinigte Arabische Emirate | Omar Abdulrahman | al Ain Club              |
| 2017    | Japan                        | Yōsuke Kashiwagi | Urawa Red Diamonds       |
| 2018    | Japan                        | Yūma Suzuki      | Kashima Antlers          |
| 2019    | Frankreich                   | Bafétimbi Gomis  | al-Hilal                 |
| 2020    | Korea Sud                    | Yoon Bit-garam   | Ulsan Hyundai            |
| 2021    | Saudi-Arabien                | Salem al-Dawsari | al-Hilal                 |
| 2022/23 | Japan                        | Hiroki Sakai     | Urawa Red Diamonds       |
| 2023/24 | Marokko                      | Soufiane Rahimi  | al Ain Club              |
| 2024/25 | Brasilien                    | Roberto Firmino  | al-Ahli                  |

| Saison  | Verein                 |
| ------- | ---------------------- |
| 2008    | Gamba Osaka            |
| 2009    | Pohang Steelers        |
| 2010    | Seongnam Ilhwa Chunma  |
| 2011    | Jeonbuk Hyundai Motors |
| 2012    | Ulsan Hyundai          |
| 2013    | FC Seoul               |
| 2014    | al-Hilal               |
| 2015    | Guangzhou Evergrande   |
| 2016    | al Ain Club            |
| 2017    | Urawa Red Diamonds     |
| 2018    | Persepolis Teheran     |
| 2019    | Urawa Red Diamonds     |
| 2020    | Ulsan Hyundai          |
| 2021    | al-Hilal               |
| 2022/23 | Urawa Red Diamonds     |
| 2023/24 |                        |
| 2024/25 |                        |

### Höchste Siege
Berücksichtigt werden nur Spiele seit der Umbenennung des Wettbewerbs in AFC Champions League zur Saison 2002/03.
| Runde           | Saison  | Sieger                | Ergebnis | Verlierer             |
| --------------- | ------- | --------------------- | -------- | --------------------- |
| Qualifikation 1 | 2016    | FC Tokyo              | 9:0      | Chonburi FC           |
| Gruppenphase    | 2004    | Seongnam Ilhwa Chunma | 15:00    | Persik Kediri         |
| Gruppenphase    | 2006    | Gamba Osaka           | 15:00    | Đà Nẵng               |
| Achtelfinale 2  | 2009    | Pohang Steelers       | 6:0      | Newcastle Jets        |
| Achtelfinale 2  | 2012    | al-Hilal              | 7:1      | Baniyas SC            |
| Viertelfinale 3 | 2024/25 | al-Hilal              | 7:0      | Gwangju FC            |
| Halbfinale      | 2022/23 | al-Hilal              | 7:0      | al-Duhail SC          |
| Finale          | 2004    | Ittihad FC            | 5:0      | Seongnam Ilhwa Chunma |

Anmerkungen

### Ewige Tabelle
Die Spalte Ø-Punkte gibt die durchschnittlich pro Spiel gewonnene Punktzahl an. Die zwei nachfolgenden nennen die Anzahl der gewonnenen Titel bzw. der Finalteilnahmen. In der dritten Spalte steht der Landesverband, in dem der Verein aktuell spielt. Die vierte Spalte gibt an, wie viele Spielzeiten der Verein schon in der AFC Champions League gespielt hat.
| Pl.                                          | Verein                  | Land                         | Jahre | Sp. | S  | U  | N  | T+  | T-  | Diff. | Punkte | Ø-Pkt. | Titel | Finale | Erste Teiln. | Letzte Teiln. |
| -------------------------------------------- | ----------------------- | ---------------------------- | ----- | --- | -- | -- | -- | --- | --- | ----- | ------ | ------ | ----- | ------ | ------------ | ------------- |
| 1.                                           | al-Hilal                | Saudi-Arabien                | 17    | 150 | 74 | 40 | 36 | 247 | 152 | +95   | 262    | 1,75   | 2     | 5      | 2003         | 2022/23       |
| 2.                                           | Jeonbuk Hyundai Motors  | Korea Sud                    | 15    | 132 | 69 | 27 | 36 | 264 | 159 | +105  | 234    | 1,77   | 2     | 3      | 2003         | 2022/23       |
| 3.                                           | al Ain Club             | Vereinigte Arabische Emirate | 15    | 117 | 45 | 36 | 36 | 173 | 154 | +19   | 171    | 1,46   | 1     | 3      | 2003         | 2020          |
| 4.                                           | Ittihad FC              | Saudi-Arabien                | 11    | 92  | 49 | 21 | 22 | 176 | 99  | +77   | 168    | 1,83   | 2     | 3      | 2004         | 2019          |
| 5.                                           | al-Sadd SC              | Katar                        | 15    | 112 | 43 | 31 | 38 | 164 | 149 | +15   | 160    | 1,43   | 1     | 1      | 2003         | 2022/23       |
| 6.                                           | Paxtakor Taschkent      | Usbekistan                   | 17    | 105 | 44 | 23 | 38 | 140 | 139 | +1    | 155    | 1,48   | 0     | 0      | 2003         | 2022/23       |
| 7.                                           | Ulsan Hyundai           | Korea Sud                    | 10    | 77  | 47 | 13 | 17 | 139 | 86  | +53   | 154    | 2      | 2     | 2      | 2006         | 2022/23       |
| 8.                                           | al-Ahli                 | Saudi-Arabien                | 12    | 94  | 41 | 25 | 28 | 152 | 116 | +36   | 148    | 1,57   | 0     | 1      | 2005         | 2021          |
| 9.                                           | al-Duhail SC            | Katar                        | 11    | 87  | 42 | 21 | 24 | 140 | 122 | +18   | 147    | 1,69   | 0     | 0      | 2012         | 2022/23       |
| 10.                                          | Guangzhou FC            | China Volksrepublik          | 11    | 99  | 40 | 26 | 33 | 153 | 133 | +20   | 146    | 1,47   | 2     | 2      | 2012         | 2022/23       |
| 11.                                          | Sepahan FC              | Iran                         | 13    | 90  | 39 | 18 | 33 | 128 | 115 | +13   | 135    | 1,5    | 0     | 1      | 2003         | 2022/23       |
| 12.                                          | al-Shabab               | Saudi-Arabien                | 10    | 75  | 39 | 13 | 23 | 111 | 79  | +32   | 130    | 1,73   | 0     | 0      | 2004         | 2022/23       |
| 13.                                          | Suwon Samsung Bluewings | Korea Sud                    | 10    | 77  | 35 | 23 | 19 | 126 | 81  | +45   | 128    | 1,66   | 0     | 0      | 2005         | 2020          |
| 14.                                          | Persepolis Teheran      | Iran                         | 10    | 79  | 37 | 17 | 25 | 106 | 88  | +18   | 128    | 1,62   | 0     | 2      | 2003         | 2021          |
| 15.                                          | Kashima Antlers         | Japan                        | 09    | 70  | 36 | 15 | 19 | 138 | 76  | +62   | 123    | 1,76   | 1     | 1      | 2003         | 2019          |
| 16.                                          | Urawa Red Diamonds      | Japan                        | 08    | 75  | 34 | 21 | 20 | 133 | 77  | +56   | 123    | 1,64   | 3     | 4      | 2007         | 2022/23       |
| 17.                                          | Esteghlal Teheran       | Iran                         | 12    | 83  | 32 | 26 | 25 | 122 | 104 | +18   | 122    | 1,47   | 0     | 0      | 2003         | 2021          |
| 18.                                          | Gamba Osaka             | Japan                        | 10    | 75  | 33 | 17 | 25 | 147 | 97  | +50   | 116    | 1,55   | 1     | 1      | 2006         | 2021          |
| 19.                                          | Kawasaki Frontale       | Japan                        | 09    | 66  | 33 | 16 | 17 | 128 | 66  | +62   | 115    | 1,74   | 0     | 0      | 2007         | 2022/23       |
| 20.                                          | FC Seoul                | Korea Sud                    | 08    | 76  | 31 | 22 | 23 | 124 | 97  | +27   | 115    | 1,51   | 0     | 1      | 2009         | 2020          |
| Stand: Nach dem Finale der Spielzeit 2022/23 |                         |                              |       |     |    |    |    |     |     |       |        |        |       |        |              |               |